# Aztecas de la UDLAP

Los Aztecas son un equipo de fútbol americano colegial representativo de la Universidad de las Américas de Puebla (UDLAP). Durante sus 2 épocas, la primera como Aztecas del Mexico City College y la segunda como Aztecas de la Universidad de las Américas Puebla ha llegado al juego por el título en 16 ocasiones (1948, 1949, 1950, 1954, 1994, 1995, 1996, 1997, 1998, 1999, 2006, 2010, 2013, 2014, 2015 y 2016) y ha obtenido 9 campeonatos nacionales (1949, 1991, 1995, 1996, 1997, 2010, 2013, 2014 y 2016). Además en 2016 se proclamaron como Campeón de Campeones - enfrentamiento entre los respectivos Campeones de ONEFA y CONADEIP. Actualmente participan en la ONEFA, dentro de la conferencia de los 14 Grandes.

## Historia[1]

### La Ola Verde del Mexico City College
En 1947 surgió el equipo representativo de fútbol americano del Mexico City College, antecedente inmediato de la UDLAP. Luis Díaz, exjugador de la UCLA, fue el primer entrenador del equipo. El mismo año de su fundación, la escuadra fue admitida en la Liga Mayor, la conferencia de fútbol americano más importante de México en ese entonces. La conferencia estaba integrada por los Pumas de la UNAM, Burros Blancos del IPN, Bulldogs de la Normal de Educación, la "Guay" YMCA y el Colegio Militar. El equipo fue apodado "La Ola Verde" debido a su fortaleza ofensiva. Para 1949 los Aztecas habían formado una poderosa escuadra: el 18 de octubre de 1949 se enfrentaron al equipo la UNAM en la gran final, obteniendo la victoria y el Campeonato Nacional en el llamado “juego del siglo”.

### La UDLAP y los Aztecas
En 1963 el Mexico City College cambió su nombre a Universidad de las Américas, y en 1967, se mudó a su actual campus en Cholula. En 1979 se reanudaron las prácticas de fútbol americano, pero fue hasta 1983, cuando participaron en la liga ORITEC, logrando el campeonato desde su primera participación y por dos años consecutivos. En 1986 participaron en la Conferencia Nacional de la ONEFA, logrando en 1987, 1988, 1989 y 1990 llegar hasta semifinales.
Entre 1991 y 1992, el entrenador, el Ing. Leonardo Luján y sus ayudantes, conjuntaron un equipo con base en novatos de impresionante talento como Edgar Zapata, Marco Martos, Oliver Feria y Eduardo Bradley. En 1991 se logró el Campeonato de la Conferencia Nacional, con un récord invicto de 10-0. De esta forma lograron ascender al máximo circuito, la conferencia de Los Diez Grandes. De 1992 a 1993, registró la incorporación de grandes jugadores de selección nacional y, no obstante de ser un equipo de reciente ascenso, los Aztecas llegaron hasta semifinales, y sentaron las bases de un dominio que frutificaría tan solo una temporada después: en 1994, los Aztecas se convierten en el equipo favorito al título nacional. Sin embargo, aunque lograron llegar a la final, fueron derrotados por los Borregos Salvajes Mty.
En 1995, los Aztecas obtuvieron por primera vez el Campeonato Nacional derrotando en Cholula a los Cóndores UNAM, con marcador de 43-13. En esta generación, llegaron jugadores que serían pieza importante en el futuro de los Aztecas, como el QB Enrique Villanueva. Para 1996, la gran final de la ONEFA se celebró en el Estadio Tecnológico de Monterrey, ante más de 37 mil aficionados, en un cerrado duelo de defensivas. El ITESM campus Monterrey se encontraba adelante en el marcador 3-0. Pero en el último cuarto, un fumble provocado por el frontal Gerardo Chávez, fue recuperado por Félix Alejandro Suárez Garza, quien llegó hasta las diagonales de los Borregos Salvajes para anotar, cerrando el marcador en 3-6. De esta forma los Aztecas lograron obtener su segundo campeonato dentro de la liga. En 1997, la final fue otro capítulo en la historia de los duelos UDLAP vs ITESM. Ante un estadio lleno con más de 15 mil aficionados, los Aztecas se levantaron con el tricampeonato al derrotar nuevamente a los Borregos Salvajes Mty por 21-11.
La temporada 1998 fue para los Aztecas una oportunidad más de destacar en la postemporada ya que terminaron la temporada regular con solamente dos partidos perdidos. La final fue en Monterrey, donde los Borregos Salvajes derrotaron a los Aztecas y les quitaron la oportunidad de obtener un tetracampeonato, al caer 17-20. En 1999 los Aztecas tuvieron un duelo especial contra los Borregos Salvajes del ITESM Monterrey. En uno de los mejores partidos de la historia del fútbol americano en nuestro país, los Aztecas ganaron en triple tiempo extra por marcador de 52-49 en el “Templo del dolor”, en un partido que tuvo más de 4 horas y media de duración. Sin embargo, ya en la final los Aztecas no pudieron recuperar el campeonato, a pesar de jugar en casa. El equipo de la UDLAP fue derrotado 38-25, quedando rota una racha de 21 partidos invicto como local.
En el año 2000, por primera vez desde 1994 el equipo no jugó el partido por el campeonato. En 2001, fue un año en el que por primera vez desde su ascenso a la liga mayor, los Aztecas no calificaron a la postemporada. 2002 comenzó con el nombramiento de Héctor Cuervo Pensado como entrenador en jefe, unos ayudantes renovados, con el apoyo de varios exjugadores dentro del grupo de trabajo, una nueva etapa de los Aztecas de la UDLAP se había iniciado. De 2004 a 2007, el equipo ha tenido una presencia sobresaliente en los playoffs.
El año 2001, fue un año en el que por primera vez desde su ascenso a la liga mayor, los Aztecas no calificaron a la postemporada, quedando como quinto lugar general de la clasificación, también fue la primera ocasión en que se perdieron tres juegos en casa.
En el año 2002 comenzó con cambios interesantes en el equipo, con el nombramiento del Lic. Héctor Cuervo Pensado, como entrenador en jefe, un personal renovado, con el apoyo de varios exjugadores dentro del grupo de trabajo, una nueva etapa de los Aztecas de la UDLAP se había iniciado.
En el año 2003 los Aztecas superaron lo hecho en el año anterior y terminaron con marca de 6 juegos ganados y 3 perdidos. Sin embargo, quedaron quinto lugar general de la competencia. En números, los Aztecas concluyeron la temporada como la tercera mejor ofensa con 3464 yardas conseguidas totales y fue la mejor ofensiva aérea con 2434 yardas. Irak Lira fue el mejor receptor de la liga al conseguir 1016 yardas, 14 touchdowns en 56 recepciones. Aztecas fue la tercera defensa del torneo permitiendo 1289 yardas.
En el año 2004, Aztecas de la UDLAP regresó a la postemporada y se quedó prácticamente a dos yardas de llegar a la final al perder contra el ITESM CEM 27 puntos a 22. El equipo clasificó a la postemporada como cuarto lugar de la tabla de posiciones, con marca de 6 partidos ganados y 3 perdidos.
En la temporada 2005 los Aztecas alcanzaron 7 juegos ganados y 2 perdidos, marca que desde 2001 no se conseguía. Este resultado les permitió llegar a los cuartos de final con la tercera marca de la liga.
En 2006 el equipo culminó la temporada regular como el mejor de la Liga, clasificando directamente a la postemporada con marca de 8 juegos ganados y solamente 1 perdido. Fue un excelente año para los Aztecas, quienes regresaron a jugar la gran final en casa en un abarrotado “Templo del Dolor”, cuyas localidades se agotaron dos días después de sacar los boletos a la venta.
Para el 2008, los Aztecas permanecieron en la liga que disputaba el Título Nacional de Fútbol Americano Colegial de México, luego de la escisión de la ONEFA en dos conferencias: 6 Grandes y del Centro.
En el año 2009 se fractura la ONEFA con la salida de los 4 equipos del sistema ITESM (Monterrey, CEM, CCM y Toluca)para formar su propio torneo de FBA, lo llaman el Campeonato Universitario Borrego. En ese mismo año la ONEFA divide a sus equipos en 3 conferencias, la del Norte, Centro y Sur; siendo la conferencia del centro la que agrupaba a los equipos más fuertes de la ONEFA entre los que destacaban la UDLA Puebla, UNAM CU, Auténticos Tigres y Águilas Blancas IPN. En este año y con un equipo formado por una cifra cercana a 30 novatos los AZTECAS de la UDLAP consiguen llegar a las semifinales al ser derrotados por los Auténticos Tigres que posteriormente llegó a ser campeón este año de la liga mayor de la ONEFA.

### Conferencia Premier CONADEIP
El año 2010 fue un año de mayor fractura del FBA nacional, el sistema ITESM hace una invitación a la UDLAP y a la Universidad Regiomontana a formar un torneo de FBA independiente de la ONEFA y auspiciados por la CONADEIP forman el primer tornero de fútbol americano de liga mayor de la CONADEIP, denominado Conferencia Premier. 
En su primer año de participación (2013), los Aztecas de la UDLAP lograron el campeonato luego al vencer a sus acérrimos rivales, los Borregos Salvajes de Monterrey, por 38–24. Para 2014, volvieron a alzarse campeones derrotando 17–14 al representativo del ITESM Toluca siendo así, bicampeones de la Conferencia Premiere. En el 2015, los Aztecas no pudieron conseguir el tricampeonato, pues en esta ocasión, los Borregos Salvajes de Monterrey los derrotaron en casa con un marcador de 23-33. Sin embargo, en el 2016, tras quedar invictos en temporada regular (10-0) y ganar al ITESM Puebla en semifinal 42 a 10, los Aztecas lograron el campeonato en el Templo del Dolor al derrotar a lTESM Monterrey 43-40.
Dos semanas después y por primera vez desde el 2008, se enfrentaron los respectivos campeones de la ONEFA y CONADEIP para definir al Campeón de Campeones. La sede fue el Estadio Gaspar Mass, estadio donde los Aztecas no ganaban desde el 2006; los Aztecas (como Campeones de CONADEIP) se enfrentaron a los Auténticos Tigres (Campeón de la ONEFA) y con un marcador de 34 a 27, los Aztecas se llevaron la victoria y se proclamaron Campeones Nacionales 2016 .

## Temporadas
| Campeonato Nacional | Campeonato de Conferencia | Campeonato de Grupo |

| Temporada | Head coach     | Conferencia | Pos. Conf. | Pos. Gpo./Div. | Ganados | Perdidos | Postemporada                                                         |
| --------- | -------------- | ----------- | ---------- | -------------- | ------- | -------- | -------------------------------------------------------------------- |
| 1986      | Leonardo Luján | Nacional    | —          |                |         |          | —                                                                    |
| 1987      | Leonardo Luján | Nacional    | —          |                |         |          | —                                                                    |
| 1988      | Leonardo Luján | Nacional    | —          |                |         |          | —                                                                    |
| 1989      | Leonardo Luján | Nacional    | —          |                |         |          | —                                                                    |
| 1990      | Leonardo Luján | Nacional    | —          |                |         |          | —                                                                    |
| 1991      | Leonardo Luján | Nacional    | —          |                |         |          | —                                                                    |
| 1992      | Leonardo Luján | 10 Grandes  | —          |                |         |          | —                                                                    |
| 1993      | Leonardo Luján | 10 Grandes  | —          |                |         |          | —                                                                    |
| 1994      | Leonardo Luján | 10 Grandes  | —          |                |         |          | —                                                                    |
| 1995      | Leonardo Luján | 10 Grandes  | —          |                |         |          | —                                                                    |
| 1996      | Leonardo Luján | 10 Grandes  | —          |                |         |          | —                                                                    |
| 1997      | Leonardo Luján | 10 Grandes  | —          |                |         |          | —                                                                    |
| 1998      | Leonardo Luján | 10 Grandes  | 2.º        | —              | 8       | 3        | Perdió la final ante Borregos Monterrey 17–20                        |
| 1999      | Leonardo Luján | 10 Grandes  | 1.º        |                | 9       | 0        | Perdió la final ante Borregos Monterrey 25–38                        |
| 2000      | Leonardo Luján | 10 Grandes  | —          |                |         |          | —                                                                    |
| 2001      | Leonardo Luján | 10 Grandes  | —          |                |         |          | —                                                                    |
| 2002      | Héctor Cuervo  | 10 Grandes  | —          |                |         |          | —                                                                    |
| 2003      | Héctor Cuervo  | 10 Grandes  | —          |                |         |          | —                                                                    |
| 2004      | Héctor Cuervo  | 10 Grandes  | —          |                |         |          | —                                                                    |
| 2005      | Héctor Cuervo  | 12 Grandes1 | —          |                |         |          | —                                                                    |
| 2006      | Héctor Cuervo  | 12 Grandes1 | —          |                |         |          | —                                                                    |
| 2007      | Héctor Cuervo  | 12 Grandes1 | —          | 4.º            | 3       | 6        | —                                                                    |
| 2008      | Héctor Cuervo  | 6 Grandes2  | —          |                |         |          | Perdió en semifinales ante Borregos Monterrey 12–49                  |
| 2009      | Eric Fisher    | Centro      | —          |                |         |          | Perdió en semifinales ante Auténticos Tigres UANL 31–55              |
| 2010      | Eric Fisher    | Premier     | —          |                | 8       | 2        | Ganó final de la Conferencia Premier ante Borregos Monterrey 17–10   |
| 2011      | Eric Fisher    | Premier     | —          | 2.º            | 9       | 1        | Perdió en semifinales ante Borregos CEM 20–28                        |
| 2012      | Eric Fisher    | Premier     | —          |                |         |          | Perdió en cuartos de final                                           |
| 2013      | Eric Fisher    | Premier     | —          | 1.º            | 8       | 1        | Ganó final de la Conferencia Premier ante Borregos Monterrey 38–24   |
| 2014      | Eric Fisher    | Premier     | —          | 1.º            | 7       | 1        | Ganó final de la Conferencia Premier ante Borregos Toluca 17–14      |
| 2015      | Eric Fisher    | Premier     | —          | 1.º            | 9       | 0        | Perdió final de la Conferencia Premier ante Borregos Monterrey 23–33 |
| 2016      | Eric Fisher    | Premier     | —          | 1.º            | 10      | 0        | Ganó Tazón de Campeones ante Auténticos Tigres UANL 34–27            |
| 2017      | Eric Fisher    | Premier     | —          | 1.º            | 8       | 1        | Perdió final de la Conferencia Premier ante Borregos Toluca 28–31    |

1. Para la temporada 2006, ONEFA aumentó el número de equipos en la conferencia principal de 10 a 12, pasándose a llamar Conferencia de los 12 Grandes.
2. Para la temporada 2008 seis equipos abandonaron la Conferencia de los 12 Grandes, los equipos restantes siguieron en la conferencia, ahora llamada Conferencia de los 6 Grandes.